# Templo de Nanhua

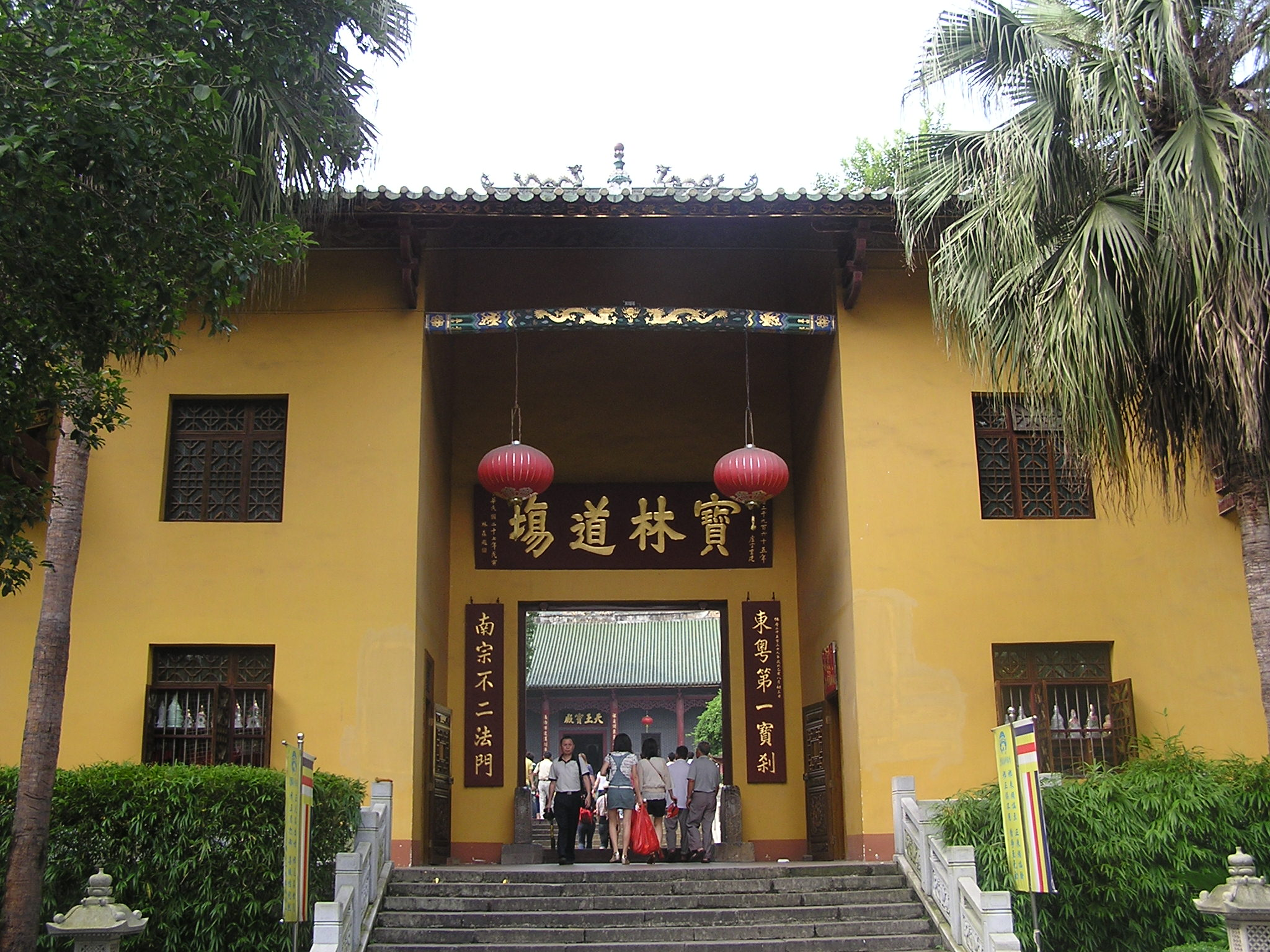
Portão de Entrada do Templo Nanhua, China

O Templo Nanhua é um mosteiro budista do Budismo Chan, uma das Cinco Grandes Escolas do Budismo onde Huineng, o Sexto Patriarca do Budismo Chan, viveu e ensinou. Localiza-se em Maba (马坝镇), Distrito de Qujiang, 25 km (16 mi) sudeste do centro de Shaoguan, província de Guangdong., na China A localização fica na parte norte da província, a poucos quilômetros do rio Bei.
O templo foi fundado durante a época das Dinastias do Norte e do Sul em 502 d.C. por um monge indiano chamado Zhiyao Sanzang (智樂三藏) que originalmente nomeou o local Templo Baolin (寶林寺). Recebeu seu nome atual em 968 durante o reinado da dinastia Song, o imperador Taizong. antepassado Hanshan Deqing ensinou lá e reformou o mosteiro no século XVI. O local foi posteriormente renovado em 1934 sob a liderança de Hsu Yun, cujo corpo está alojado no santuário florestal central. Mudanças recentes no local incluem a construção de extensas acomodações monásticas.